# Minnesmärket över sinti och romer under nationalsocialismen

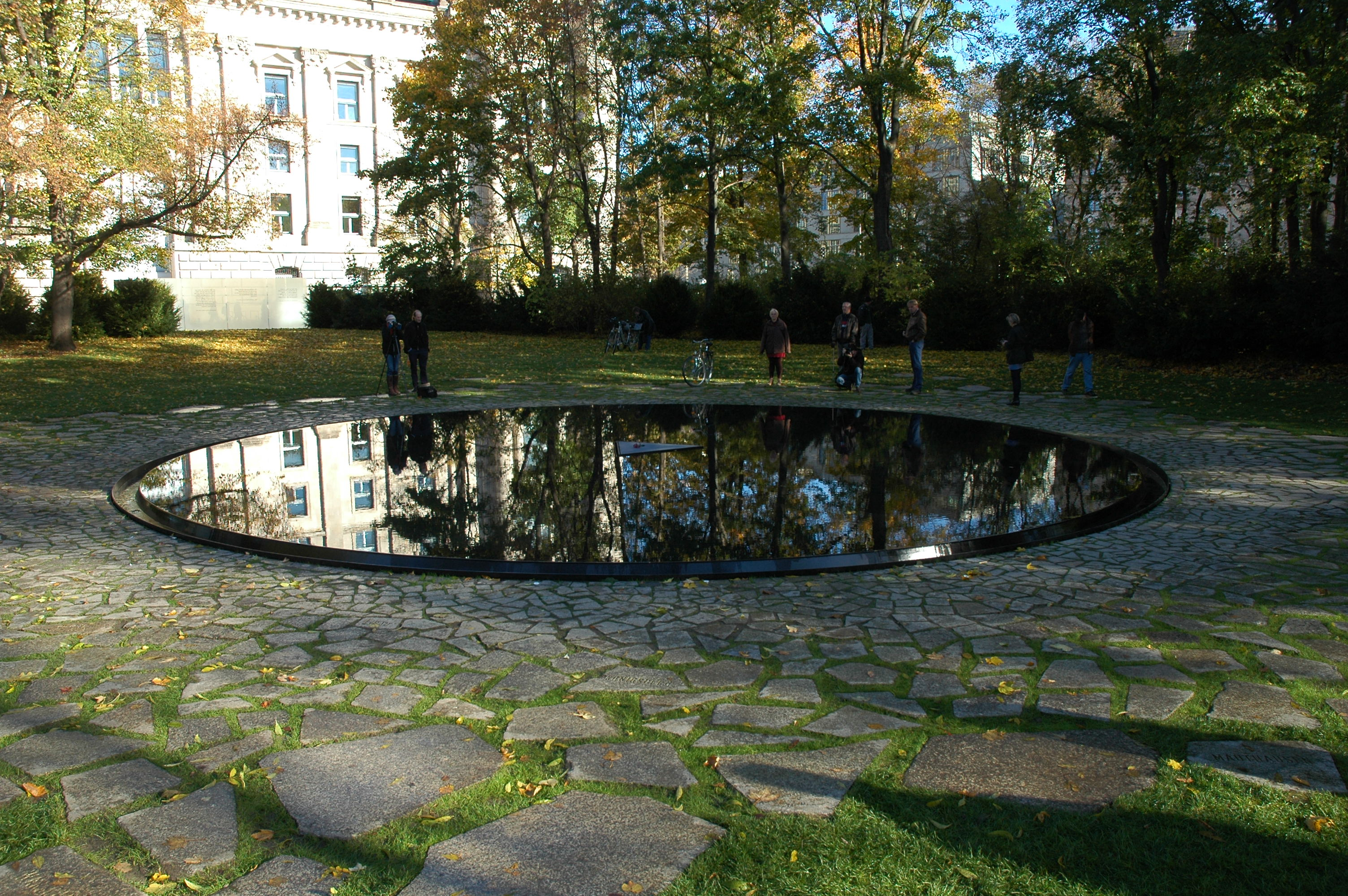
Minnesmärket 2012

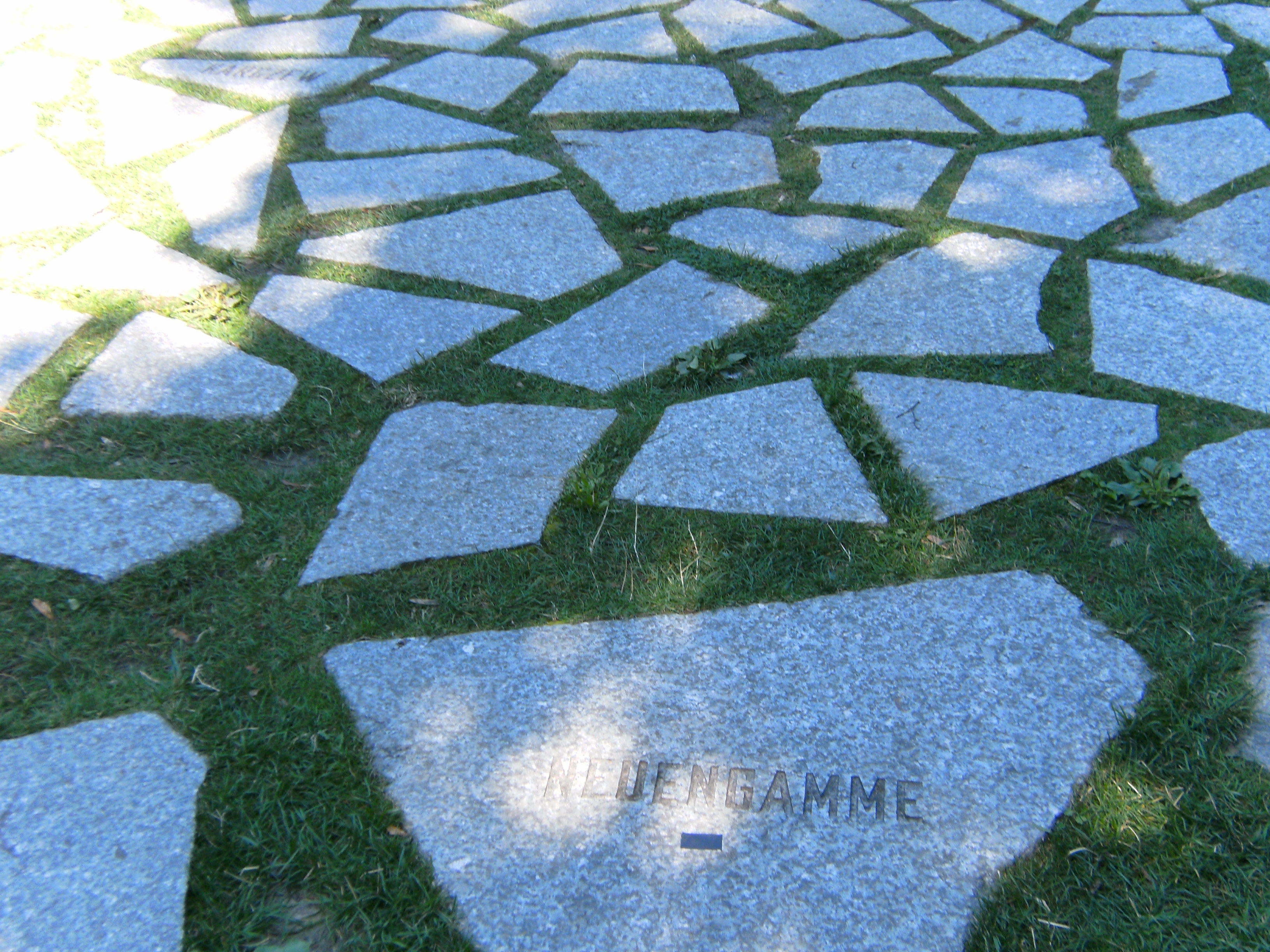
På några av stenarena kring brunnen är namn på koncentrationsläger ingraverade.

Minnesmärket över sinti och romer under nationalsocialismen (tyska: Denkmal für die im Nationalsozialismus ermordeten Sinti und Roma Europas) i Tiergarten i Berlin, är ett minnesmärke över de romer och sinti som föll offer för nationalsocialismen (Porajmos). Det invigdes 2012 efter 30 års diskussioner. 